# Cryptanthus reptans
Espèce
Cryptanthus reptans est une espèce de plantes à fleurs de la famille des Bromeliaceae, endémique du Brésil et décrite en 2007 par les botanistes brésiliens Elton Leme et José Alves de Siqueira Filho.

## Distribution
L'espèce est endémique de l'État de Pernambouc au nord-est du Brésil.

## Description
Selon la classification de Raunkier, l'espèce est hémicryptophyte.